# فمینیسم مثبت‌نگری سکس
فمینیسم مثبت‌نگری سکس (به انگلیسی: Sex-positive feminism)، که با نام‌های فمینیسم طرفدار سکس، فمینیسم رادیکال سکس، یا فمینیسم لیبرال جنسی نیز شناخته می‌شود، یک جنبش فمینیستی است که بر این ایده متمرکز است که آزادی جنسی جزء اساسی آزادی زنان است. آنها با تلاش‌های قانونی یا اجتماعی برای کنترل فعالیت‌های جنسی بزرگسالان مخالفند، خواه توسط دولت، خواه توسط فمینیست‌های دیگر، مخالفان فمینیسم یا هر نهاد دیگری. آن‌ها گروه‌های اقلیت جنسی را می‌پذیرند و ائتلاف‌سازی با گروه‌های به حاشیه رانده‌شده را تأیید می‌کنند. فمینیسم مثبت‌نگری سکس با جنبش مثبت‌نگری سکس مرتبط است. فمینیسم مثبت‌نگری سکس، فعالان ضد سانسور، فعالان ال‌جی‌بی‌تی، دانشمندان فمینیست، تولیدکنندگان پورنوگرافی و شهوت‌نگاره و دیگران را گرد هم می‌آورد. فمینیست‌های مثبت‌نگر بر این باورند که اگر با کارگران جنسی محترمانه رفتار شود، روسپیگری می‌تواند یک تجربه مثبت باشد و موافقند که کار جنسی نباید جرم‌انگاری شود.
نویسندگانی مانند گیل روبین و وندی مک‌الروی مانند هولاک الیس، مارگارت سنگر، مری دنت و بعدها، آلفرد کینزی و شر هایت، ریشه‌های فمینیسم مثبت‌نگری سکس را ناشی از کار اصلاح‌طلبان جنسی و کارگران جنسی برای آموزش جنسی و دسترسی به پیشگیری از بارداری می‌دانند. تجسم معاصر فمینیسم مثبت‌نگری سکس که اخیراً ظاهر شده است، به‌دنبال تمرکز فمینیستی فزاینده بر پورنوگرافی به‌عنوان منبع سرکوب زنان در دهه ۱۹۷۰ است.